# Eliot Bridge
Die Eliot Bridge ist eine im Jahr 1950 fertiggestellte Bogenbrücke im Bundesstaat Massachusetts der Vereinigten Staaten. Sie führt vom Bostoner Stadtteil Allston in die Stadt Cambridge, indem sie die Soldiers Field Road mit dem Greenough Boulevard und Memorial Drive verbindet.
Die Brücke wurde gleich nach zwei Personen benannt: Zum einen nach Charles William Eliot, der von 1869 bis 1909 Präsident der Harvard University war, und zum anderen nach seinem Sohn Charles Eliot, der in Boston lange Zeit als Landschaftsarchitekt tätig war.